# Macrophiothrix paucispina
Macrophiothrix paucispina is een slangster uit de familie Ophiotrichidae.
De wetenschappelijke naam van de soort werd in 1991 gepubliceerd door A.K. Hoggett.